# Риз Ортолани
Ризиеро Ортолани (Пезаро, 25. март 1926 – Рим, 23. јануар 2014) био је италијански композитор, диригент и оркестратор, претежно филмских партитура. Компоновао је за преко 200 филмова и телевизијских остварења између 1955. и 2014. године.

## Биографија
Ортолани је рођен 25. марта 1926. у Пезару, Италија. Био је најмлађи од шесторо деце. Његов отац, поштански радник, поклонио је свом сину виолину са 4 године Ортолани је касније прешао на флауту након што је повредио лакат у саобраћајној несрећи. Студирао је на Conservatorio Statale di Musica Gioachino Rossini у свом родном граду Пезару пре него што се преселио у Рим 1948. и нашао посао са оркестром РАИ. Иако је хронологија нејасна, вероватно је такође служио као музичар у оркестру италијанског ваздухопловства, формирао џез ансамбл и дошао у Сједињене Државе као џез музичар у Холивуду, све пре него што је компоновао свој први филм.
Он се оженио Катином Ранијери 1956. године.
Његова музика је коришћена на звучним записима за Grand Theft Auto: London 1969 (1999), Убити Била (2003), Убити Била 2 (2004), Возач (2011) и Ђангова освета (2012).
На међународном нивоу, најпознатији је по својим жанровским композицијама, посебно по музици за мондо, ђало, хороре и шпагети вестерн филмове. Његова најпознатија композиција је More, коју је написао за филм Mondo Can.
Каријера му је трајала  преко педесет година.
Године 1964. освојио је награду Греми за најбољу инструменталну композиџију и номинацију  за Оскара за најбољу оригиналну песму на 36. додели Оскара. Песму су касније обрадили Френк Синатра, Каи Виндинг, Енди Вилијамс, Рој Орбисон и други.
Ортолани је добио многа друга признања, укључујући четири награде Давид ди Донатело, три сребрене ленте и награду Златни глобус за најбољу оригиналну песму. Године 2013. добио је награду за животно дело.
Преминуо је 23. јануара 2014. у Риму у 87. години.